# Eugenio Testa
Eugenio Testa (6 de octubre de 1892 – 11 de octubre de 1957) fue un actor y director teatral y cinematográfico italiano activo en la época del cine mudo.

## Biografía
Nacido en Turín, Italia, su nombre completo era Eugenio Valentino Mario Ernesto Testa. Hijo del actor Dante Testa, siendo muy joven ya pisó los escenarios de la mano de su padre. Fue principalmente un intérprete en idioma piamontés y director teatral, y en 1919, junto al escritor y dibujante Giovanni Manca fundó la Compagnia Italiana di Rivista Satirica, una empresa de éxito en la cual colaboraban Ripp y Bel Amì.
A partir de 1913 Testa fue también actor y director cinematográfico, trabajando ese año en el film Il cuore non invecchia, producido por 'Itala Film. Otras productoras con las que colaboró fueron l'Ambrosio Film y Genova Film. En Génova Testa fundó en 1914 una productora propia, Eugenio Testa & C., que tuvo una breve trayectoria.
En 1920 dirigió Il mostro di Frankestein, primer film de terror de la historia del cine italiano. En un paréntesis en su actividad cinematográfica, Testa volvió a las tablas en 1931 y fundó una compañía de teatro con Mario Casaleggio, representando obras en dialecto.
En 1940 se trasladó a España, y en Barcelona dirigió una gran compañía de revistas. A partir de la década de 1950 también trabajó en el medio cinematográfico español, participando en más de una docena de películas.
De vuelta a Turín en 1956, Testa falleció en esa ciudad al año siguiente.

## Selección de su filmografía
- Il cuore non invecchia, dirigida por Ernesto Vaser (1913)
- Violenze sociali (1914) – director y actor
- La rivincita (1914) - director
- La complice (1915) - director
- Il grande veleno (1915) - director
- Il segreto del vecchio Giosuè (1918) - director
- Fracassa e l'altro (1919) - director
- L'avventura di Fracassa (1919)
- Uomini gialli (1920) - director
- La girandola di fuoco (1920) - director
- Terra (1920)
- Il mostro di Frankenstein (1921)
- El tambor del Bruch (1948) - actor
- Mi adorado Juan (1950) - actor
- Apartado de correos 1001 (1950) - actor
- La familia Vila (1950)
- Duda (1951) - actor
- Los ases buscan la paz (1955) - actor